# 黙示録の四騎士 (1921年の映画)
『黙示録の四騎士』（もくしろくのよんきし、英語: The Four Horseman of Apocalypse）は、1921年のアメリカ映画。ビセンテ・ブラスコ・イバニェスの小説 “The Four Horsemen of the Apocalypse” の映画化作品。第一次世界大戦で敵と味方に別れた一族を描く戦争映画。レックス・イングラム監督で、ルドルフ・ヴァレンティノとアリス・テリーが主演し興行的にも成功を収めた。
題名の『四騎士』とは、白い馬、赤い馬、黒い馬、灰色の馬にそれぞれ跨る、"征服"・"戦い"・"飢饉（疫病）"・"死"の4騎士を指している。

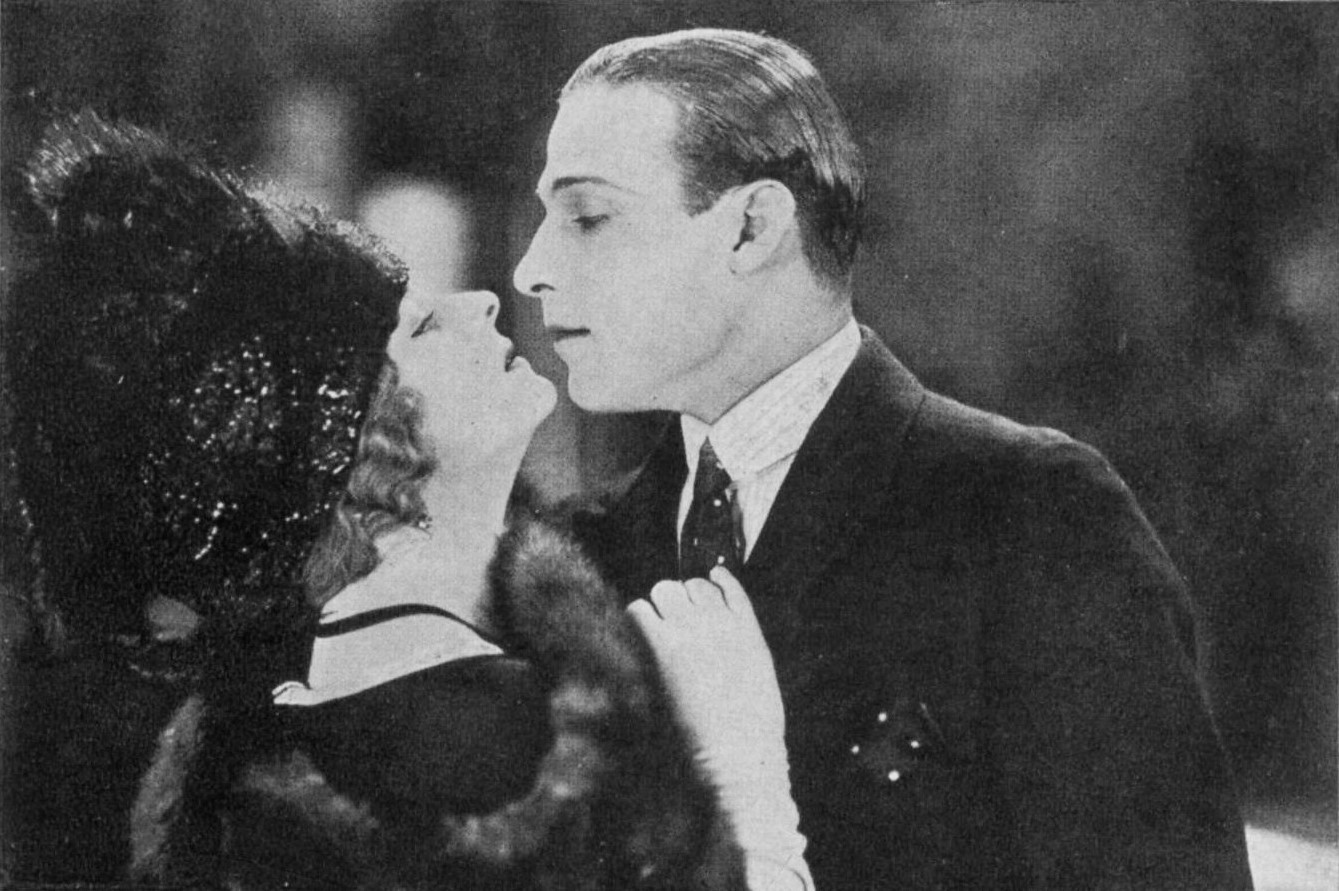
アリス・テリーとヴァレンティノ
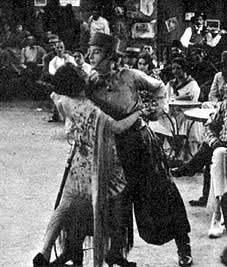
タンゴのシーン
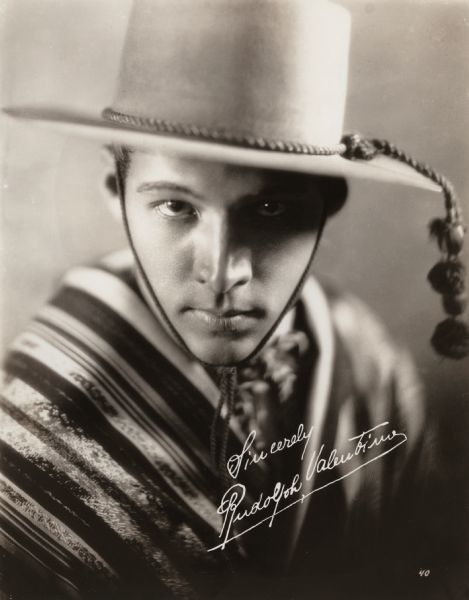
フリオ・デノワイエ役のヴァレンティノ宣伝ポートレート

## キャスト
- フリオ・デノワイエ：ルドルフ・ヴァレンティノ
- マルグリット：アリス・テリー
- リヒトホーゼン：ウォーレス・ビアリー